# Étienne Mattler
Étienne Mattler (Belfort, 24 dicembre 1905 – Bavilliers, 23 marzo 1986) è stato un calciatore e allenatore di calcio francese.

## Carriera
Nato la vigilia di Natale, Mattler è il penultimo di sette figli. Inizialmente pratica ciclismo ma abbandonerà questo sport dopo la morte del fratello, morto durante una gara.
Così, decide di giocare a calcio e all'età di sedici anni, verrà acquistato dal Belfort assieme ad André Maschinot, futuro nazionale francese.
Nel 1929, firma con l'FC Sochaux e con questo club arriveranno i primi successi importanti come la Coppa di Francia e due campionati.
La guerra porre fine alla sua carriera di calciatore. Si unirà alla Resistenza e successivamente verrà deportato. Considerato morto, scappa e va in Svizzera. Dopo la fine del secondo conflitto mondiale, fu allenatore-giocatore a Sochaux per due stagioni prima di diventare allenatore nel CS Thillot.
Lo stadio di Belfort porta il suo nome.

### Nazionale
Mattler disputò i tre Mondiali di calcio pre-guerra ed in tutto conta 46 presenze con la Nazionale francese.

## Palmarès

### Club
- Campionato francese: 2

FC Sochaux: 1935, 1938
- Coppa di Francia: 1

FC Sochaux: 1937
- Coppa Peugeot: 1

FC Sochaux: 1931